# Henrique I de Inglaterra
Henrique I (Selby, ca. 1068 – Lyons-la-Forêt, 1 de dezembro de 1135), também conhecido como Henrique Beauclerc, foi o Rei da Inglaterra de 1100 até sua morte, em 1135. Era o quarto filho de Guilherme I de Inglaterra e foi educado em latim e artes liberais. Quando seu pai morreu em 1087, seus irmãos mais velhos Guilherme, o Ruivo e Roberto Curthose herdaram a Inglaterra e a Normandia, respectivamente, e nada ficou com Henrique. Ele acabou comprando de Roberto o Condado de Cotentin no leste da Normandia, porém seus irmãos o depuseram em 1091. Henrique gradualmente reconstruiu seu poder em Cotentin e aliou-se com Guilherme contra Roberto. Ele estava presente quando o irmão morreu em um acidente de caça em 1100, tomando rapidamente o trono inglês e prometendo corrigir muitas das políticas impopulares de Guilherme. Henrique casou-se com Edite da Escócia, porém continuou a ter várias amantes, com quem teve vários filhos ilegítimos.
Roberto disputou o trono com Henrique, invadindo a Inglaterra em 1101. Essa campanha militar terminou com um acordo que confirmava Henrique como rei. A paz durou pouco, desta vez com o rei invadindo o Ducado da Normandia em 1105 e 1106, finalmente derrotando Roberto na Batalha de Tinchebray. Ele manteve o irmão como prisioneiro pelo resto da vida. Seu controle da Normandia foi desafiado por Luís VI de França, Balduíno VII de Flandres e Fulque V de Anjou, que incentivaram a pretensão de Guilherme Clito, filho de Roberto, e apoiaram uma grande rebelião no ducado entre 1116 e 1119. Um favorável acordo de paz foi estabelecido com Luís em 1120 após a vitória de Henrique na Batalha de Brémule.
Considerado por seus contemporâneos como um governante severo e eficiente, Henrique habilidosamente manipulou os barões ingleses e normandos. Na Inglaterra, ele se baseou no já existente sistema jurídico anglo-saxão, nos governos locais e nos impostos, porém também fortaleceu outras instituições, como o erário público real e as justiças itinerantes. A Normandia também era governada através de um sistema de justiças e um erário público. Muitos dos oficiais que cuidavam do sistema de Henrique eram "homens novos", indivíduos de nascimento relativamente baixo que subiram na sociedade como administradores. O rei encorajava a reforma eclesiástica, porém ficou envolvido em 1101 em uma séria disputa com o arcebispo Anselmo da Cantuária, algo que foi resolvido em 1015 através de uma solução de compromisso. Ele apoiava a Ordem de Cluny e teve papel importante na escolha do alto clero na Inglaterra e Normandia.
Guilherme Adelino, o único filho e herdeiro legítimo de Henrique, morreu no Barco Branco em 1120, colocando em dúvida a sucessão real. Henrique casou-se novamente na esperança de ter outro filho, porém não conseguiu. Em resposta, o rei declarou sua filha Matilde como herdeira e a casou com Godofredo V de Anjou. A relação de Henrique com o casal ficou ruim e um confronto começou na fronteira de Anjou. O rei morreu em 1 de dezembro de 1135 depois de ter ficado doente por algumas semanas. Apesar de seus planos para Matilde, ele foi sucedido como rei por Estêvão de Blois, seu sobrinho, resultando no período de guerra civil conhecido como a Anarquia.

## Início de vida

### Infância
Henrique provavelmente nasceu na Inglaterra em 1068, no verão ou nas últimas semanas do ano, possivelmente na cidade de Selby em Yorkshire. Seu pai era Guilherme, originalmente Duque da Normandia e então Rei da Inglaterra após a invasão de 1066, com suas terras chegando até o País de Gales. A invasão criou uma elite anglo-normanda, muitos com propriedades dos dois lados do Canal da Mancha. Esses barões anglo-normandos tinham ligações com o Reino da França, que na época era uma coleção de condados e organizações públicas menores sob o controle mínimo de um rei. Matilde de Flandres, a mãe de Henrique, era a neta de Roberto II de França, e provavelmente nomeou o filho em homenagem ao seu sobrinho Henrique I de França.
Henrique era o filho mais novo de Guilherme e Matilde. Fisicamente era parecido com seus irmãos mais velhos, Roberto Curthose, Ricardo e Guilherme, o Ruivo; o historiador David Carpenter o descreve como sendo "baixo, encorpado e de peito largo" e com cabelos pretos. Henrique provavelmente conviveu pouco com os irmãos por causa da diferença de idade e pela morte prematura de Ricardo. Ele provavelmente era mais próximo de sua irmã Adela já que tinham quase a mesma idade. Existem poucos documentos sobre sua infância; os historiadores Warren Hollister e Kathleen Thompson sugerem que ele cresceu principalmente na Inglaterra, enquanto que Judith Green fala que ele inicialmente cresceu na Normandia. Ele provavelmente foi educado pela igreja, possivelmente pelo Bispo Osmundo, o chanceler do rei, na Catedral de Salisbúria; não é claro se isso indica uma intenção por parte de seus pais que Henrique entrasse para o clero. Também não é claro a extensão de sua educação, porém provavelmente sabia ler latim e tinha algum conhecimento de artes liberais. Ele foi treinado em artes militares por Roberto Arcardo, sendo feito cavaleiro pelo pai em 24 de maio de 1086.

### Herança

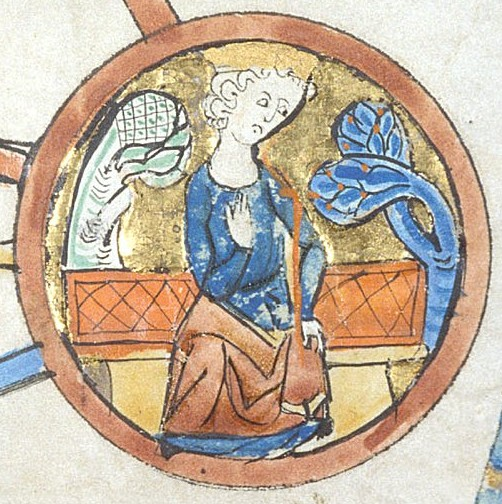
Representação do século XIII de Henrique

Em 1087, Guilherme foi fatalmente ferido em campanha na região de Vexin. Em setembro, Henrique encontrou com o pai em Ruão, onde o rei partilhou suas posses com os filhos. As regras de sucessão no oeste da Europa não eram claras na época; em algumas partes da França, a primogenitura estava ganhando popularidade. Em outras partes da Europa, como na Normandia e na Inglaterra, a tradição mandava as terras serem divididas, com o filho mais velho recebendo as terras patrimoniais – geralmente consideradas as mais valiosas – e os mais novos recebiam terras e propriedades menores ou recém adquiridas.
Ao dividir suas terras, Guilherme aparentemente seguiu a tradição normanda, fazendo uma distinção entre a Normandia, que ele herdou, e a Inglaterra, que ele conquistou através da guerra. O segundo filho de Guilherme, Ricardo, havia morrido em um acidente de caça, deixando Henrique e seus irmãos para herdar as propriedades do rei. Roberto, o mais velho, apesar de travar uma rebelião armada contra o pai na época de sua morte, recebeu a Normandia. A Inglaterra foi entregue a Guilherme, o Ruivo, que era mais bem visto pelo pai. Henrique recebeu uma grande quantia, supostamente cinco mil libras, com a expectativa de também receber as terras modestas da mãe em Buckinghamshire e Gloucestershire. O funeral de Guilherme em Caen foi marcado por reclamações de um homem furioso, e Henrique supostamente foi o responsável por resolver a disputa ao pagar prata para o homem ir embora.
Roberto voltou para a Normandia, tendo esperado receber a Inglaterra também, descobrindo que Guilherme havia cruzado o Canal da Mancha e fora coroado rei como Guilherme II. Os dois irmãos discutiram sobre a herança e Roberto começou a planejar uma invasão, auxiliado por uma rebelião de nobres contra o novo rei. Henrique ficou na Normandia e assumiu um papel na corte do Roberto, possivelmente por não querer se aliar abertamente com Guilherme ou porque Roberto poderia aproveitar para roubar seu dinheiro se ele partisse. Guilherme tomou as terras de Henrique na Inglaterra, deixando o irmão sem propriedades.
Em 1088, os planos de Roberto para invadir a Inglaterra começaram a ruir, e ele pediu ajuda a Henrique, propondo que o irmão lhe emprestasse parte de sua herança; Henrique disse não. Os dois então bolaram um novo acordo, em que Roberto nomearia Henrique conde do oeste da Normandia em troca de três mil libras. As terras de Henrique eram um novo condado baseado numa delegação da autoridade ducal em Cotentin, porém se estendia por Avranchin, controlando bispados dos dois. Isso também lhe dava influência sobre dois grandes líderes normandos, Hugo d'Avranches e Ricardo de Redvers, além da abadia de Monte Saint-Michel, cujas terras se espalhavam por todo o ducado. A força de invasão de Roberto não conseguiu deixar a Normandia e Guilherme ficou seguro na Inglaterra.

### Conde de Cotentin

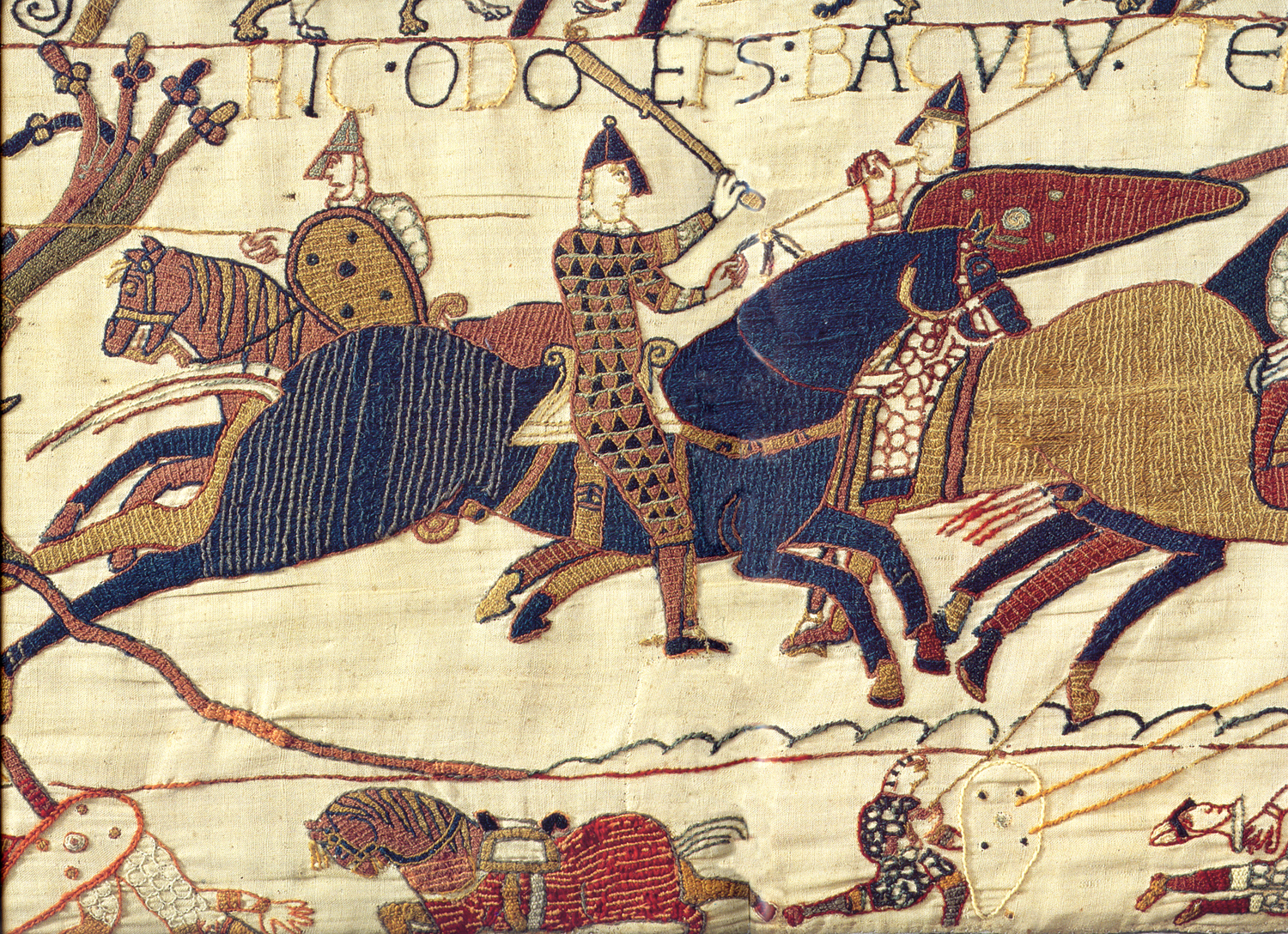
Representação de Odão de Bayeux, que aprisionou Henrique entre 1088–89

Henrique rapidamente se estabeleceu e construiu um rede de seguidores que ia do oeste da Normandia até o leste da Bretanha; o historiador John Le Patourel chamou esses homens de a "Gangue de Henrique". Seus primeiros apoiadores incluíam Rogério de Mandeville, Ricardo de Redvers, Ricardo de Avranches e Roberto FitzHamon, além do clérigo Rogério de Salisbury. Roberto tentou voltar atrás no acordo e retomar o condado, porém Henrique já era forte o bastante para impedi-lo O reinado de Roberto no ducado foi caótico e certas terras de Henrique se tornaram praticamente independentes do controle central em Ruão.
Parece que Guilherme e Roberto nunca confiaram em Henrique nesse período. Este voltou a Inglaterra em julho de 1088 depois do fim da rebelião contra o rei. Ele se encontrou com Guilherme, porém não conseguiu persuadi-lo a entregar as propriedades da mãe e voltou para a Normandia no outono. Entretanto, enquanto esteve fora, o bispo Odão de Bayeux, que o considerava um competidor em potencial, convenceu Roberto que o irmão estava conspirando contra ele junto com Guilherme. Henrique foi preso por Odão ao desembarcar e levado até Neuilly-la-Forêt, e Roberto tomou de volta o Condado de Cotentin. Ele ficou preso durante o inverno, porém os nobres normandos prevaleceram sobre Roberto e Henrique foi solto na primavera de 1089.
Henrique continuou a controlar o oeste da Normandia apesar de não ser mais oficialmente o Conde de Cotentin. A luta entre Henrique e seus irmãos continuou. Guilherme continuou a derrotar suas resistências na Inglaterra e começou a construir várias alianças com barões normandos contra Roberto. Roberto se aliou a Filipe I de França. No final de 1090, Guilherme convenceu Conan Pilatos, um poderoso burguês de Ruão, a se rebelar contra Roberto; ele foi apoiado pela maior parte da cidade e apelou para que as guarnições ducais vizinhas trocassem de lado também.
Roberto pediu ajuda aos barões, e Henrique foi o primeiro a chegar em Ruão no mês de novembro. A violência começou levando a lutas nas ruas enquanto os dois lados tentavam tomar a cidade. Roberto e Henrique deixaram o castelo para entrarem na batalha, porém Roberto recuou e Henrique continuou lutando. A batalha foi vencida pelas forças ducais e Henrique prendeu Conan. Ele ficou furioso porque Conan se rebelou contra seu lorde feudal. Henrique o levou para o topo do Castelo de Ruão e o atirou para a morte, mesmo Conan se oferecendo a pagar uma grande quantia em dinheiro. Contemporâneos consideram que ele fez a coisa certa ao transformar Conan em exemplo, e Henrique acabou ficando famoso por suas proezas na batalha.

### Ascensão e queda

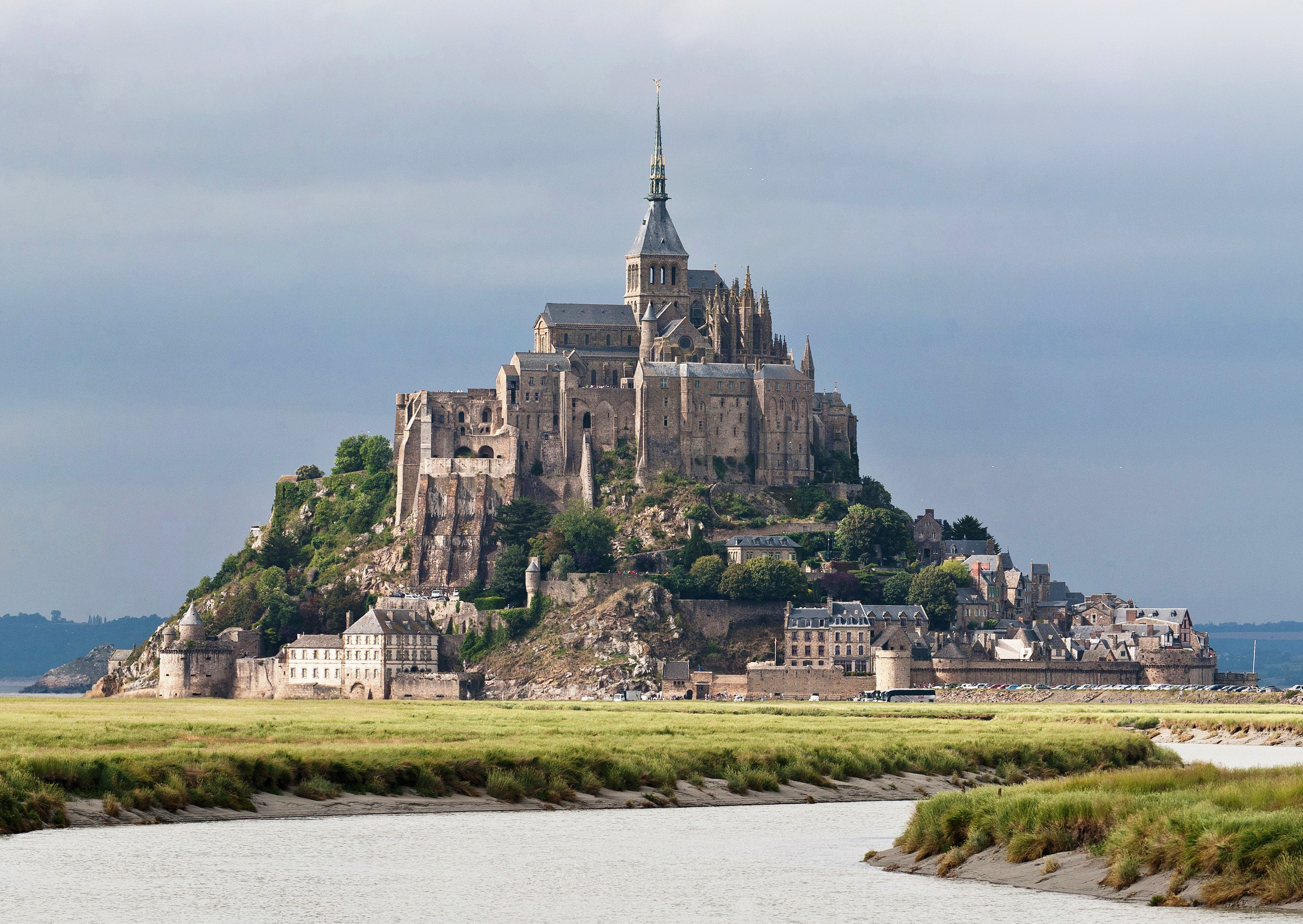
Monte Saint-Michel, local do cerco de 1091

Roberto forçou Henrique deixar Ruão, provavelmente porque o papel do irmão na luta foi maior que o dele, possivelmente também porque Henrique pediu para voltar a ser Conde de Cotentin. No começo de 1091, Guilherme invadiu a Normandia com um exército grande o bastante para que Roberto negociasse. Os dois assinaram um tratado em Ruão, garantindo ao rei várias terras e castelos na Normandia. Em troca, ele prometeu ajudar Roberto a reconquistar o condado vizinho de Maine e readquirir o controle do ducado, incluindo as terras de Henrique. Se nomearam herdeiros da Inglaterra e Normandia, excluindo Henrique de qualquer sucessão enquanto ainda eram vivos.
Uma guerra começou entre Henrique e seus irmãos. Esse mobilizou um exército mercenário no oeste da Normandia, porém as forças de Guilherme e Roberto avançaram e sua rede de barões ruiu. Ele centrou suas forças restantes em Monte Saint-Michel, onde foi cercado provavelmente em março de 1091. O local era de fácil defesa, porém não tinha água fresca. O cronista Guilherme de Malmesbury sugeriu que quando a água de Henrique acabou, Roberto deu ao irmão novos suprimentos, gerando conflitos com Guilherme. Não são claros os eventos dos dias finais do cerco: os sitiantes estavam discutindo a estratégia da campanha, porém Henrique abandonou a fortaleza, provavelmente como parte de um acordo de rendição. Ele foi para a Bretanha e então para o centro da França.
Seus movimentos seguintes não são bem documentados; o cronista Orderico Vital sugere que ele viajou por mais de um ano com um grupo pequeno de seguidores por Vexin, ao longo da fronteira com a Normandia. No final do ano, Roberto e Guilherme desentenderam-se novamente e o Tratado de Ruão foi abandonado. Em 1092, Henrique e seus seguidores tomaram a cidade normanda de Domfront. Ela era controlada por Roberto de Bellême, porém seus habitantes não gostavam dele e convidaram Henrique a tomar a cidade, que ele fez sem matar ninguém. Nos dois anos seguintes ele restabeleceu sua rede de apoiantes no oeste da Normandia. Em 1094, ele estava distribuindo castelos e terras para seus seguidores como Duque da Normandia. Guilherme passou a apoiá-lo com dinheiro, encorajando uma campanha contra Roberto. Henrique usou parte do dinheiro para construir um castelo em Domfront.
Guilherme foi para a Normandia em 1094 para guerrear com Roberto; quando o avanço parou, ele pediu a ajuda de Henrique. Ele respondeu, mas viajou para Londres ao invés de se juntar à campanha principal no leste da Normandia, possivelmente por pedido do rei, que de qualquer forma abandonou a luta e voltou para a Inglaterra. Nos anos seguintes, Henrique fortaleceu sua base de poder na Normandia, visitando a Inglaterra ocasionalmente para participar da corte de Guilherme. Em 1095, o Papa Urbano II convocou a Primeira Cruzada, encorajando cavaleiros de toda a Europa. Roberto se juntou a cruzada com dinheiro emprestado de Guilherme, em troca garantindo ao rei a custódia temporária de parte do ducado. Guilherme parecia confiante em reconquistar o resto da Normandia, e Henrique parecia estar mais próximo do rei. Os dois fizeram campanha por Vexin entre 1097 e 1098.

## Início de reinado

### Tomada do trono

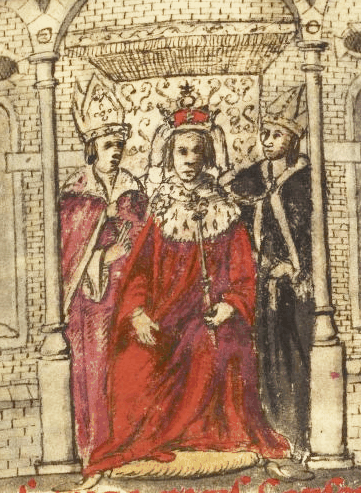
Desenho do século XVII da coroação de Henrique

Henrique se tornou Rei da Inglaterra depois de Guilherme morrer enquanto caçava. Na tarde de 2 de agosto de 1100, o rei foi caçar na Nova Floresta, acompanhado por um grupo de caçadores e vários nobres normandos, incluindo Henrique. Uma flecha foi disparada, possivelmente pelo barão Walter Tirel, que acertou e matou Guilherme. Várias teorias da conspiração foram colocadas sugerindo que o rei foi morto deliberadamente; a maioria dos historiadores modernos rejeitam isso, já que caçar era uma atividade bem perigosa e acidentes eram comuns. O caos se espalhou e Tirel fugiu para a França, por ter disparado o tiro fatal ou por ter sido incorretamente acusado e temia virar bode expiatório da morte.
Henrique foi para Winchester, onde uma discussão começou sobre quem tinha a melhor reivindicação ao trono. Guilherme de Breteuil defendeu os direitos de Roberto, que ainda estava fora do país retornando da cruzada, e a quem Henrique e os barões haviam prestado homenagem nos anos anteriores. Henrique afirmava que, diferentemente do irmão, ele havia nascido quando seus pais já eram rei e rainha, dando-lhe uma reivindicação melhor. Os ânimos se exaltaram, porém Henrique, com o apoio de Henrique de Beaumont e Roberto de Meulan, manteve-se e persuadiu os barões a segui-lo. Ele ocupou o Castelo de Winchester e tomou o tesouro real.
Henrique foi rapidamente coroado em 5 de agosto na Abadia de Westminster por Maurício, Bispo de Londres, já que Anselmo, Arcebispo da Cantuária, havia sido exilado por Guilherme e Tomás, Arcebispo de Iorque, estava no norte em Ripon. De acordo com a tradição inglesa e para legitimar seu reinado, Henrique emitiu uma carta régia fazendo várias promessas. O novo rei se apresentou como tendo restaurado a ordem a um país devastado por dificuldades. Ele anunciou que iria abandonar as políticas de Guilherme em relação a igreja, que eram vistas como opressivas pelo clero; Henrique prometeu evitar os abusos reais dos direitos de propriedade dos barões, garantindo uma volta aos costumes gentis de Eduardo, o Confessor. Ele afirmou que iria "estabelecer uma paz firme" por toda a Inglaterra, ordenando "que esta paz passará a ser mantida".
Além de seu existente círculo de apoiadores, muitos dos quais foram recompensados com novas terras, Henrique rapidamente cooptou muito da administração existente em sua nova criadagem real. Guilherme Gifardo, chanceler de Guilherme II, foi nomeado Bispo de Winchester e os proeminentes xerifes Urso de Abetot, Haimo Dapifer e Roberto FitzHamon continuaram a ter papéis importantes no novo governo. Em contraste, o impopular Ranulfo Flambardo, o Bispo de Durham, e outros importantes membros do reinado anterior, foram aprisionados na Torre de Londres e acusados de corrupção. Guilherme havia deixado muitos cargos clericais em aberto, e Henrique começou a nomear novos ocupantes num esforço para construir uma base de apoio maior em seu governo. As nomeações precisavam ser consagradas, e o rei escreveu a Anselmo se desculpando por ter sido coroado enquanto o arcebispo estava na França, pedindo seu retorno.

### Casamento com Edite

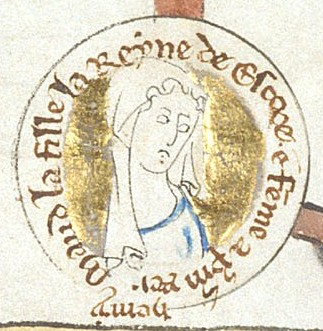
Representação do século XIII de Edite, primeira esposa de Henrique

Em 11 de novembro de 1100, Henrique se casou com Edite, filha do rei Malcolm III da Escócia. Henrique tinha por volta de 31 anos de idade. Os dois provavelmente se conheceram na década anterior, possivelmente sendo apresentados pelo bispo Osmundo de Salisbúria. O historiador Warren Hollister diz que Henrique e Edite eram próximos, porém a união também foi motivada pela política. Edite era membro de uma família real, sobrinha de Edgar de Wessex, bisneta de Edmundo II de Inglaterra e descendente de Alfredo de Inglaterra. Para Henrique, casar-se com Edite deu maior legitimidade ao seu reinado, e para Edite, uma mulher ambiciosa, a oportunidade de uma posição mais alta e poder na Inglaterra.
Porém, Edite foi educada em vários conventos e pode ter proferido votos para se tornar formalmente uma freira, algo que formaria um obstáculo para o casamento. Ela não desejava ser freira e apelou para Anselmo a fim de conseguir permissão para se casar com Henrique, e o arcebispo estabeleceu um conselho para julgar a questão no Palácio de Lambeth. Apesar de algumas objeções, o conselho concluiu que apesar de Edite ter vivido em conventos, ela não tinha se transformando em uma freira e estava livre para se casar, um julgamento que Anselmo então afirmou, permitindo que o casamento fosse adiante. Edite mostrou-se uma boa rainha para Henrique, atuando como regente em uma ocasião, falando e presidindo conselhos e apoiando as artes. O casal teve dois filhos, Matilde, nascida em 1102, e Guilherme Adelino, nascido em 1103; é possível que também tiveram um filho chamado Ricardo, que morreu jovem. Após o nascimento dos filhos, Edite preferiu permanecer em Westminster enquanto Henrique viajava pela Inglaterra e Normandia, por motivos religiosos ou por gostar de se envolver na máquina do governo real.
Henrique tinha um apetite sexual considerável e gostava de um grande número de parceiras, resultando em muitos filhos ilegítimos, pelo menos nove filhos e treze filhas, vários dos quais ele aparentemente reconheceu e apoiou. Era normal para nobres anglo-normandos solteiros terem relações sexuais com prostitutas e mulheres locais, e também era esperado que os reis tivesse amantes. Algumas dessas relações ocorreram antes de Henrique se casar, porém várias outras ocorreram após seu casamento com Edite. Ele teve várias amantes vindas de diferentes lugares, e aparentemente as relações foram conduzidas de forma relativamente aberta. Henrique talvez tenha escolhido algumas de suas amantes nobres por motivos políticos, porém não há muitas evidências para apoiar essa teoria.

### Tratado de Alton

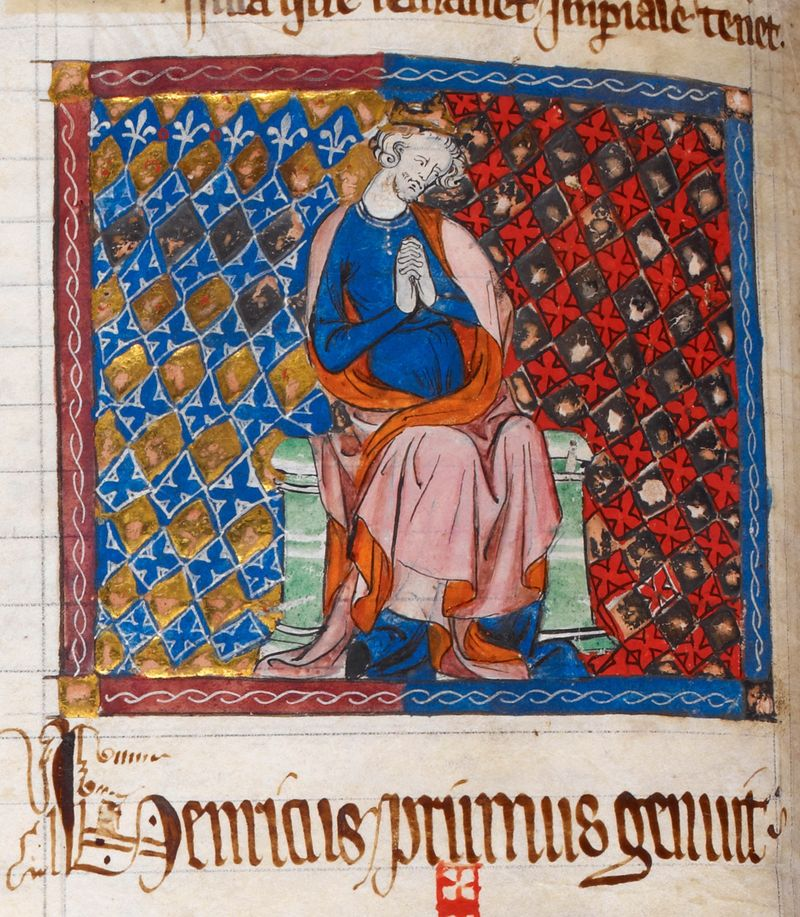
Representação do século XIV de Henrique

No início de 1101, o novo regime de Henrique já estava estabelecido e funcionando, porém muitos da elite anglo-normanda ainda apoiavam Roberto ou estavam preparados a trocar de lado se parecesse que ele estava ganhando poder na Inglaterra. Em fevereiro, Ranulfo Flambardo escapou da Torre de Londres e cruzou o Canal da Mancha até a Normandia, onde injetou nova força e energia às tentativas de Roberto de mobilizar uma força de invasão. Em julho, Roberto já tinha uma frota e um exército preparando-se para agir contra Henrique. Aumentando as expectativas do conflito, Henrique tomou as terras de Flambardo e, com a ajuda de Anselmo, o removeu de sua posição de bispo. Henrique realizou uma corte em abril e junho, onde a nobreza renovou seus juramentos de lealdade, porém seu apoio parecia parcial e incerto.
Com a iminente invasão, Henrique mobilizou suas forças e frota do lado de fora de Pevensey, perto do antecipado local de desembarque de Roberto, treinando pessoalmente alguns dos homens em como contra-atacar cavalarias. Apesar de ingleses recrutados e cavaleiros devendo serviço militar a igreja terem aparecido em grande número, muitos de seus barões não compareceram. Anselmo interveio com alguns dos céticos, enfatizando a importância religiosa de sua lealdade a Henrique. Roberto desembarcou inesperadamente mais ao norte em Portsmouth no dia 20 de julho, tendo consigo uma força modesta de algumas centenas de homens, porém logo foram acompanhados por muitos dos barões na Inglaterra. Ao invés de marchar para Winchester e tomar o tesouro real, Roberto parou e deu tempo para o rei chegar no leste e interceptar a força invasora.
Os dois exércitos se encontraram em Alton e começaram negociações de paz, iniciadas por Henrique e Roberto e provavelmente apoiadas por Flambardo. Os irmãos concordaram com o Tratado de Alton, em que Roberto liberou Henrique de seu juramento de homenagem e o reconhecia como rei; Henrique renunciou à sua reivindicação ao oeste da Normandia, exceto Domfront, e concordou em pagar duas mil libras à Roberto durante um ano; se um dos dois morresse sem herdeiros homens, o outro herdaria suas terras; os barões cujas terras haviam sido apreendidas pelo rei e ou pelo duque por apoiar o rival as teriam de volta e Flambardo voltaria a ser bispo; os dois também fariam campanha juntos para defender seus territórios na Normandia. Roberto permaneceu na Inglaterra com Henrique por mais alguns meses antes de voltar.
Mesmo com o tratado, Henrique passou a infligir várias penalidades aos barões que ficaram contra ele durante a invasão. Guilherme de Warenne, o Conde de Surrey, foi acusado de crimes da carne, que não era coberto pela anistia de Alton, sendo assim banido da Inglaterra. Em 1102, Henrique se virou contra Roberto de Bellême e seus irmãos, o mais poderoso dos barões, o acusando de 45 crimes diferentes. Roberto conseguiu escapar e pegou em armas contra o rei. Henrique cercou os irmãos de Roberto nos castelos de Arundel, Tickhill e Shrewsbury, indo para o sudoeste para atacar Bridgnorth. Sua base de poder na Inglaterra quebrou e Roberto aceitou a oferta de banimento e foi para a Normandia.

### Conquista da Normandia

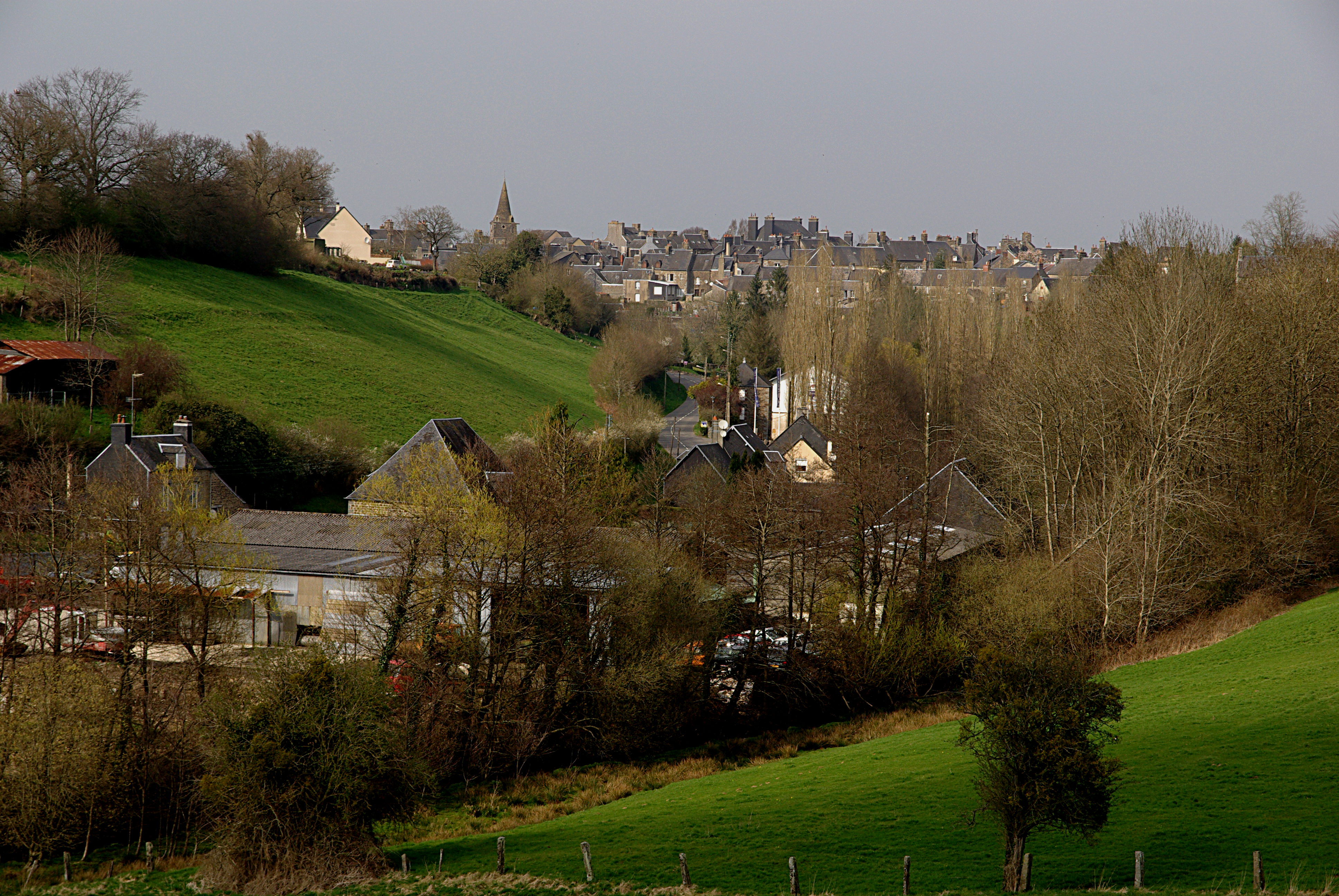
O vilarejo de Tinchebray em 2008

A rede de aliados de Henrique ficou mais forte em 1103. Ele casou Juliana, uma de suas filhas bastardas, com Eustácio de Bretuil, e uma outra filha ilegítima, Matilde, com Rotrou III de Perche, na fronteira com a Normandia. O rei também tentou conquistar os membros da nobreza normanda e entregou propriedades inglesas e ofertas lucrativas para senhores normandos. O duque Roberto continuou a lutar contra Roberto de Bellême, porém sua posição piorou até 1104, quando precisou se aliar com Bellême para poder sobreviver. Afirmando que o irmão havia quebrado os termos do tratado, Henrique cruzou o Canal da Mancha até Domfront, onde se encontrou com importantes barões de toda Normandia querendo se aliar a ele. Henrique confrontou Roberto e o acusou de aliar-se com seus inimigos, retornando então para a Inglaterra.
A Normandia continuou a se desintegrar em caos. Em 1105, Henrique enviou seu amigo Roberto FitzHamon e uma força de cavaleiros para o ducado, aparentemente para provocar um confronto com o duque Roberto. FitzHamon foi capturado e o rei usou isso como desculpa para uma invasão, prometendo restaurar a ordem e paz. Henrique teve o apoio da maioria dos outros condados perto das fronteiras normandas e o rei Filipe I de França foi persuadido a ficar neutro. Ele ocupou o oeste da Normandia e avançou para o leste até Bayeux, onde estava FitzHamon. A cidade se recusou a se render, então Henrique a cercou e a queimou. A cidade de Caen, temendo o mesmo destino, mudou de lado e se entregou, permitindo que Henrique avançasse até Falaise, que ele tomou com algumas perdas. A campanha empacou e o rei começou negociações de paz com Roberto. As conversas foram inconclusivas e os confrontos estenderam-se até o natal, quando Henrique voltou para a Inglaterra.
Henrique invadiu novamente em julho de 1106 esperando provocar uma batalha decisiva. Após um sucesso tático inicial, ele foi para o sudoeste rumo ao castelo de Tinchebray. Ele cercou o castelo e o duque Roberto, apoiado por Roberto de Bellême, avançaram de Falaise para confrontá-lo. Depois das negociações de paz falharem, ocorreu a Batalha de Tinchebray provavelmente no dia 28 de setembro. A batalha durou uma hora, e começou com um ataque da cavalaria do duque Roberto; a infantaria e os cavaleiros desmontados dos dois lados então entraram no combate. As reservas de Henrique, lideradas por Elias I do Maine, e Alano IV, Duque da Bretanha, atacaram os flancos inimigos, primeiro roteando as tropas de Bellême e depois o grosso das forças ducais. O duque Roberto foi feito prisioneiro, porém Bellême escapou.
Henrique varreu a resistência restante na Normandia e Roberto ordenou que suas guarnições se entregassem. Ao chegar em Ruão, Henrique reafirmou as leis e costumes normandos e recebeu homenagem de vários barões e cidadãos. Os prisioneiros menos valiosos feitos em Tinchebray foram soltos, porém Roberto e outros grandes nobres permaneceram presos indefinidamente. Guilherme Clito, seu sobrinho e filho de Roberto, tinha apenas três anos de idade e foi libertado para ser cuidado por Helias de Saint-Saens, um barão normando. O rei se reconciliou com Roberto de Bellême, que entregou as terras ducais que havia tomado, e retornou para a corte real. Henrique não tinha meios de legalmente tirar o ducado de seu irmão, e inicialmente evitou usar o título de "duque", enfatizando que, como Rei da Inglaterra, ele estava apenas agindo como guardião do agitado ducado.

## Governo, família e criadagem
|                                                                         |  |  |
| Selo real de Henrique, mostrando o rei a cavalo e sentado em seu trono. |  |  |

### Governo, leis e corte
Henrique herdou o Reino da Inglaterra de Guilherme II, lhe dando uma reivindicação de suserania sobre Gales e a Escócia, também adquirindo o Ducado da Normandia, uma entidade complexa com fronteiras conturbadas. As fronteiras entre a Inglaterra e a Escócia ainda eram incertas durante seu reinado, com a influência anglo-normanda indo para o norte até Cúmbria, porém a relação de Henrique com o rei escocês era geralmente boa parcialmente por causa de seu casamento com Edite. Em Gales, o rei usava seu poder para coagir e encantar os príncipes galeses locais enquanto nobres normandos pressionavam até os vales de Gales do Sul. A Normandia era controlada através de uma rede de contratos ducais, familiares e eclesiásticos entrelaçados, apoiados por uma linha cada vez maior de importantes castelos ao longo das fronteiras. Alianças e relações com os condados vizinhos eram importantes para manter a estabilidade do ducado.
Henrique governava a Inglaterra e Normandia através de vários lordes e barões, quem ele manipulava habilmente para efeito político. Amizades políticas, denominadas amicitia em latim, eram importantes durante o século XII e Henrique mantinha várias, mediando entre seus amigos em várias facções por todo o reino quando necessário e recompensando aqueles que eram leais. Ele também tinha a reputação de punir os barões que lhe eram contra, mantendo uma efetiva rede de informantes e espiões que lhe relatavam os eventos. Henrique era um governante severo e firme, porém não excessivamente para os padrões da época. Com o passar do tempo, ele aumentou seu controle sobre os barões, removendo seus inimigos e fortalecendo os amigos até a "baronagem reconstruída", como o historiador Warren Hollister descreve, ser predominantemente leal e dependente ao rei.
A corte itinerante de Henrique era composta por várias partes. No centro estava a criadagem do rei, chamada domus; um conjunto mais amplo foi denominado familia regis, e os encontros formais da corte eram chamados de curia. O domus era dividido em várias partes. A capela, liderada pelo chanceler, cuidava dos documentos reais, a câmara era encarregada dos assuntos financeiros e o mestre-marechal era responsável pelas viagens e acomodações. A familia regis incluía a maioria das tropas montadas da criadagem de Henrique, que vinham de diferentes origens sociais e podiam ser enviados se necessário para toda Inglaterra e Normandia. Inicialmente Henrique continuou a prática do pai de realizar cerimônias na curia usando a coroa, porém elas ficaram menos frequentes com o passar dos anos. Sua corte era grandiosa e pomposa, financiando a construção de novos edifícios e castelos com uma variedade de preciosos presentes em exposição, incluindo o jardim zoológico particular do rei, que ele mantinha no Palácio de Woodstock. Apesar de ser uma comunidade viva, a corte de Henrique era mais rigidamente controlada que aquelas de reis anteriores. Firmes regras controlavam o comportamento e proibiam membros de saquear vilarejos vizinhos, como era a norma sob Guilherme II.
Henrique foi o responsável por um crescimento substancial do sistema judiciário. Na Inglaterra, ele se baseou no já existente sistema jurídico anglo-saxão, governos locais e impostos, porém os fortaleceu com mais instituições governamentais centrais. Rogério de Salisbúria começou a desenvolver um tesouro real depois de 1100, usando-o para recolher receitas de auditoria dos xerifes do rei nos condados. Justiças itinerantes começaram a surgir sob Henrique, viajando pelo país com tribunais de correição e com muitas leis sendo formalmente registradas. O rei arrecadou rendas cada vez maiores da expansão da justiça real, tanto de multas e de taxas. O rolo de papel de registros financeiros mais antigo que já foi encontrado data de 1130, relatando gastos reais. Henrique reformou a cunhagem em 1107, 1108 e 1125, infligindo severas punições corporais nos batedores ingleses que foram considerados culpados de rebaixar a moeda. Na Normandia, Henrique restaurou a lei e a ordem após 1106, operando através do corpo judicial normando e um sistema de tesouro similar ao inglês. As instituições da Normandia cresceram em escala e amplitude com Henrique, apesar de em um ritmo mais lento do que na Inglaterra. Muitos dos oficiais que cuidavam dos sistemas do rei foram chamados de "novos homens", indivíduos de nascimento relativamente baixo que cresceram pelas posições sociais como administradores, cuidado da justiças e das rendas reais.

### Relações com a igreja

#### Rei e igreja

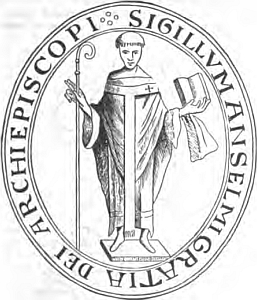
Selo de Anselmo da Cantuária

A habilidade de Henrique de governar estava intimamente ligada com a igreja, que formava a chave para a administração tanto da Inglaterra quanto da Normandia; essa relação mudou consideravelmente durante seu reinado. Guilherme I havia reformado a Igreja da Inglaterra com o apoio de Lanfranco de Cantuária, que se tornou um colega próximo e conselheiro do rei. Sob Guilherme II, esse acordo ruiu, o rei e o arcebispo Anselmo da Cantuária se distanciaram com o clérigo indo para o exílio. Henrique também acreditava na reforma religiosa, porém ao assumir o poder acabou se envolvendo na controvérsia da investidura.
A questão envolvia quem deveria investir um novo bispo com seu báculo e anel: tradicionalmente, isso era realizado pelo rei em uma demonstração simbólica do poder real, porém o Papa Urbano II havia condenado essa prática em 1099 afirmando que apenas o papado podia realizar essa tarefa, também declarando que o clero não deveria prestar homenagem aos seus governantes terrenos. Anselmo voltou para a Inglaterra do exílio em 1100 sabendo dos pronunciamentos de Urbano, informando Henrique que seguiria os desejos do papa. O rei ficou em uma posição difícil. De um lado, o simbolismo e homenagem eram importantes para ele; por outro, ele precisava do apoio de Anselmo em sua luta contra seu irmão Roberto.
Anselmo seguiu o decreto papal a risca, apesar das tentativas de Henrique de persuadi-lo a lhe dar uma vaga garantia de um compromisso real no futuro. A questão escalou, com Anselmo voltando para o exílio e o rei confiscando seus bens e propriedades. Anselmo o ameaçou com excomungação, porém os dois acabaram negociando uma solução em julho de 1105. Foi criada uma distinção entre os poderes secular e eclesiástico dos prelados, segundo o qual Henrique entregava seu direito de investir o clero, mas mantinha o costume de exigir que ele lhe prestasse homenagem para temporalidades, suas terras mantidas na Inglaterra. Apesar dessa discordância, os dois trabalharam juntos, unindo-se para combater a invasão de Roberto em 1101 e realizando grandes conselhos reformistas em 1102 e 1108.
Uma disputa de longa data entre os arcebispos da Cantuária e Iorque incendiou com Raul d'Escures, sucessor de Anselmo. A Cantuária, tradicionalmente a mais graduada das duas, há muito afirmava que o Arcebispo de Iorque deveria prometer formalmente obediência ao seu arcebispo, porém Iorque discutia que os dois episcopados eram independentes dentro da Igreja da Inglaterra e que tal promessa era desnecessária. Henrique apoiava a preeminência da Cantuária para garantir que a Inglaterra ficasse sob uma única administração eclesiástica, porém o papa preferia Iorque. A questão se complica com a amizade pessoal do rei com Turstin, o Arcebispo de Iorque, e seu desejo de evitar que o caso chegasse em uma corte papal, além do controle real. Henrique precisava muito do apoio papal em sua luta contra o rei da França, e assim permitiu que Turstin comparecesse ao Conselho de Rheims em 1119, onde o clérigo foi consagrado pelo papa sem menção a deveres para a Cantuária. O rei acreditava que isso era contra as garantias que Turstin havia feito antes de partir e acabou exilando-o da Inglaterra até terem negociado uma solução no ano seguinte.
Mesmo depois da disputa da investidura, o rei continuou a ter um papel importante na seleção dos novos bispos e arcebispos ingleses e normandos. Henrique nomeou muitos de seus oficiais para bispados e, como o historiador Martin Brett sugere, "alguns de seus oficiais podiam esperar uma mitra com absoluta confiança". Seus chanceleres, e os de suas rainhas, tornaram-se bispos de Durham, Hereford, Londres, Lincoln, Winchester e Salisbúria. Henrique recorreu cada vez mais a uma ampla gama desses bispos e conselheiros – particularmente Rogério de Salisbúria – quebrando a tradição anterior de recorrer principalmente ao Arcebispo da Cantuária. O resultado foi um corpo coeso de administradores através dos quais o rei podia exercer grande influência, realizando conselhos gerais para discutir questões políticas chave. A estabilidade mudou um pouco depois de 1125, quando Henrique começou a injetar vários candidatos em posições graduadas da igreja, frequentemente com visões mais reformistas, e o impacto dessa geração seria sentido nos anos posteriores a morte do rei.

#### Crenças e religiosidade

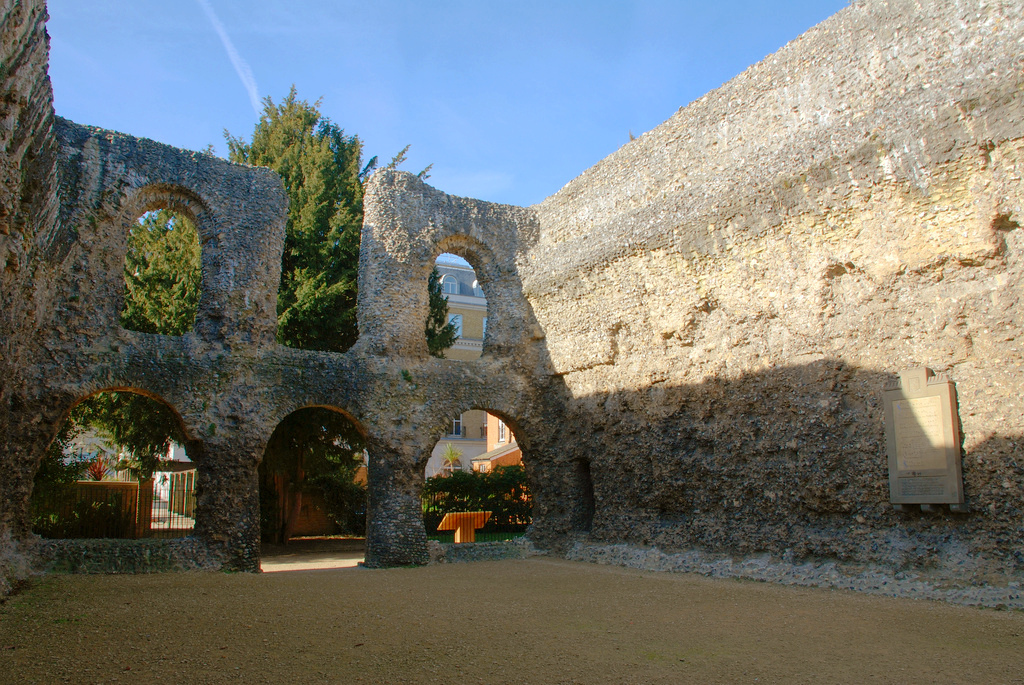
As ruínas da sala do capítulo da Abadia de Reading em 2008

Henrique doava à igreja e era patrono de várias comunidades religiosas, como outros governantes do período, porém crônicos contemporâneos não o consideravam geralmente um rei devoto. Sua crenças pessoais e religiosidade podem ter se desenvolvido durante sua vida. Ele sempre se interessou por religião, porém em seus anos finais pode ter ficado cada vez mais preocupado com questões espirituais. Assim, suas grandes mudanças de pensamento parecem ter ocorrido depois de 1120, quando seu filho Guilherme Adelino morreu, e em 1129, quando o casamento de sua filha Matilde oscilava à beira do colapso.
Como proponente de uma reforma religiosa, Henrique apoiou extensivamente grupos reformistas de dentro da igreja. Era um grande apoiador da Ordem de Cluny, provavelmente por motivos intelectuais. Ele próprio doava dinheiro a ordem, generosamente construindo para a Cluny a Abadia de Reading. As construções começaram em 1121, com o rei dotando-a de ricas terras e extensos privilégios, transformando-a em um símbolo de suas linhas dinásticas. Ele também concentrou seus esforços em promover a conversão de comunidades de caixeiros ao cânone anglicano, em fundar hospitais para a lepra, expandir o fornecimento de conventos e apoiar as ordens de Savigny e Tiron. Henrique era um ávido colecionador de relíquias, enviando um embaixador para Constantinopla em 1118 para coletar itens bizantinos, com alguns sendo doados a Abadia de Reading.

## Reinado posterior

### Políticas continentais e galesas
A Normandia começou a enfrentar depois 1108 uma ameaça cada vez maior vinda França, Anjou e Flandres. Luís VI ascendeu ao trono francês em 1108 e começou a reafirmar o poder real. Luís exigia que Henrique lhe prestasse homenagem e que os castelos disputados ao longo da fronteira normanda fossem colocados sob castelões neutros. Henrique recusou e Luís respondeu mobilizando seu exército. Os dois negociaram uma trégua após algumas discussões e recuaram sem lutar, deixando questões subjacentes sem resolução. Fulque V assumiu o poder em Anjou no ano seguinte e começou a restaurar a autoridade angevina. Fulque também herdou Maine, porém se recusou a reconhecer Henrique como senhor feudal e se aliou a Luís. Roberto II de Flandres brevemente fez parte da aliança antes de morrer em 1111.

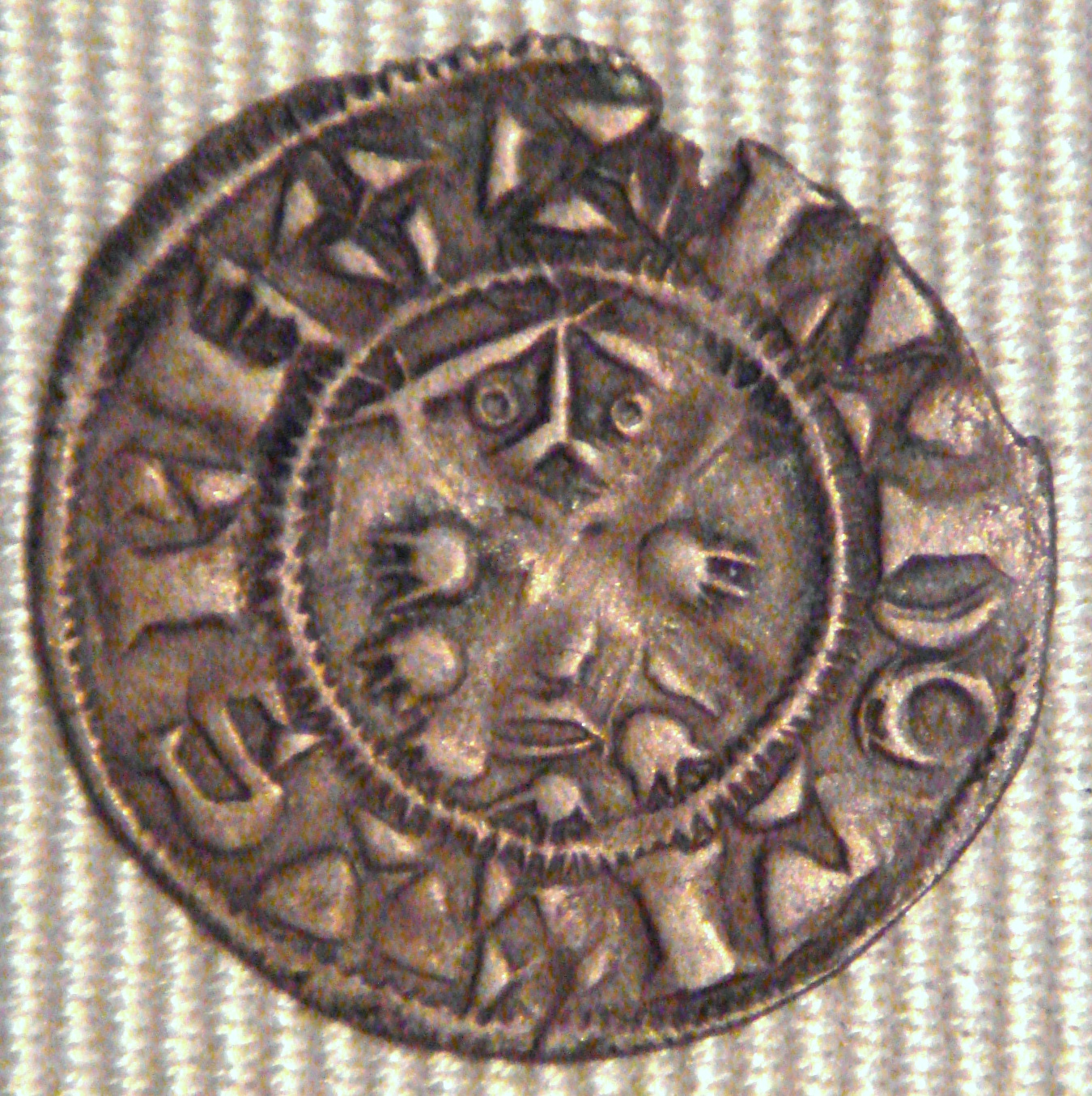
Dinheiro de Luís VI de França, rival de Henrique

Henrique prometeu em 1108 seu filha de oito anos, Matilde, a Henrique da Germânia. Para o rei, esse era um casamento prestigioso; para o germânico, era uma oportunidade de restaurar sua situação financeira e financiar uma expedição na Itália, tendo recebido da Inglaterra e Normandia um dote de £ 6 666. Arrecadar o dinheiro foi difícil e precisou da implementação de uma "ajuda" especial, ou taxa, na Inglaterra. Henrique da Germânia ascendeu a Sacro Imperador Romano-Germânico em 1110 como Henrique V, e Matilde foi coroada sua imperatriz.
Henrique respondeu à ameaça francesa e angevina expandindo sua própria rede de apoiadores além das fronteiras normandas. Alguns barões normandos considerados duvidosos foram presos ou depostos, com o rei usando suas propriedades apreendidas para subornar aliados em potencial nos territórios vizinhos, particularmente no Maine. Por volta de 1100, Henrique tentou prender o jovem Guilherme Clito, porém os mentores do rapaz o levaram para segurança em Flandres antes dele ser pego. Nessa época também Henrique começou a se chamar de Duque da Normandia. Roberto de Bellême se virou contra o rei novamente, sendo preso ao aparecer em 1112 na corte de Henrique como embaixador francês.
Entre 1111 e 1113 rebeliões estouraram na França e em Anjou, e Henrique cruzou a fronteira para apoiar seu sobrinho Teobaldo de Blois, que havia se aliado contra Luís VI. Em uma tentativa para isolar diplomaticamente o rei francês, Henrique prometeu seu filho Guilherme Adelino a filha de Fulque, Matilde, e casando sua filha ilegítima Matilde com Conan III, o Duque da Bretanha, criando respectivamente alianças com Anjou e a Bretanha. Luís voltou atrás em março de 1113 e se encontrou com Henrique em Gisors para um acordo de paz, entregando a Henrique as fronteiras disputadas e confirmando sua suserania no Maine, Bêlleme e Bretanha.
Enquanto isso, a situação em Gales se deteriorava. Henrique havia conduzido uma campanha no Sul de Gales em 1108, implementando o poder real na região e colonizando a área perto de Pembroke. Em 1114, alguns residentes normandos foram atacados, enquanto que no Centro de Gales, Ovaino ap Cadwgan cegou um de seus reféns, e no norte Grufudo ap Cynan ameaçou o poder do Conde de Chester. Henrique enviou três exércitos para Gales no mesmo ano, com Gilberto FitzRichard liderando uma força vinda do sul, Alexandre I da Escócia vindo do norte e o próprio Henrique avançando pela região central. Ovaino e Grufudo pediram a paz e Henrique aceitou um acordo político. Ele reforçou as Bordas Galesas com seus homens, fortalecendo os territórios próximos da fronteira.

### Rebelião

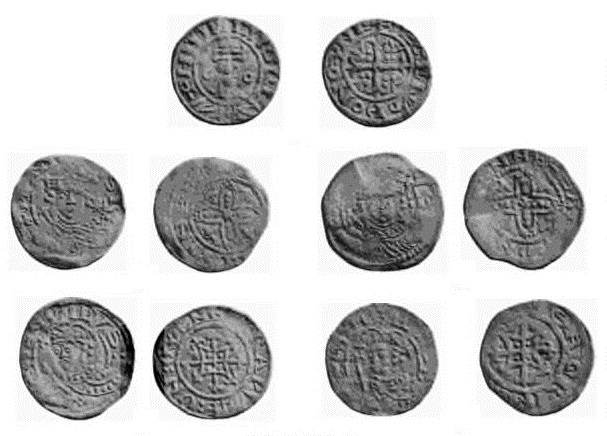
Pennys de prata de Henrique I

Preocupado com sua sucessão, Henrique procurou persuadir Luís VI em aceitar seu filho Guilherme Adelino como o legítimo Duque da Normandia, em troca Adelino prestaria homenagem ao rei francês. Henrique foi para a Normandia em 1115 e reuniu barões normandos para jurarem lealdade; ele quase conseguiu negociar um acordo com Luís, afirmando o direito de Adelino ao ducado por uma grande quantia de dinheiro, porém a negociação não deu certo e Luís, apoiado por Balduíno de Flandres, ao invés disso declarou que Guilherme Clito era o herdeiro legítimo do ducado.
Conflitos começaram e Henrique voltou para a Normandia com um exército para apoiar Teobaldo de Blois, que estava sendo atacado por Luís. Henrique e Luís atacaram as cidades do outro ao longo da fronteira, com um conflito mais amplo começando em 1116. Henrique foi obrigado a tomar uma atitude defensiva quando forças francesas, flamencas e angevinas começaram a pilhar a zona rural normanda. Amalrico III de Monforte e muitos outros barões levantaram-se contra Henrique, existindo uma tentativa de assassinato vinda de dentro de sua própria criadagem. Sua esposa Edite morreu no início de 1118, porém a situação na Normandia era muito crítica e o rei não conseguiu retornar para a Inglaterra para seu funeral.
Henrique respondeu armando campanhas contra os barões rebeldes e aumentando sua aliança com Teobaldo. Balduíno de Flandres foi ferido em batalha e morreu em setembro de 1118, aliviando a pressão no nordeste da Normandia. Henrique tentou esmagar a revolta em Alençon, porém foi derrotado por Fulque e o exército angevino. Forçado a recuar, sua posição muito se deteriorou enquanto seus recursos ficavam cada vez mais escassos e mais barões abandonavam sua causa. No início de 1119, Eustácio de Breteuil e Juliana, filha de Henrique, ameaçaram entrar na revolta baronial. Reféns foram trocados em troca de uma tentativa de evitar um conflito, porém as relações falharam e ambos os lados mataram seus cativos. Henrique atacou e capturou a cidade de Breteuil, apesar da tentativa de Juliana de matar seu pai com uma besta. Após isso, Henrique tirou quase todas as terras normandas do casal.
Sua situação melhorou em maio de 1119 quando Henrique fez com que Fulque mudasse de lado ao finalmente concordar em casar Guilherme Adelino com a filha do conde, Matilde, e pagando uma grande quantia em dinheiro. Fulque foi para Levante e deixou o Condado de Maine aos cuidados de Henrique, e o rei ficou livre para se focar em esmagar seus inimigos restantes. Henrique avançou para Vexin no verão, onde encontrou o exército de Luís, resultando na Batalha de Brémule. Ele aparentemente enviou batedores e depois cuidadosamente organizou suas tropas em várias linhas de cavaleiros desmontados. Os franceses permaneceram montados; eles avidamente avançaram contra as posições anglo-normandas, quebrando através das primeiras defesas mas depois sendo estrangulados pela segunda linha de cavaleiros de Henrique. Cercado, o exército francês começou a ruir. No mêlée, Henrique foi atingido por um ataque de espada, porém sua armadura o protegeu. Luís e Guilherme Clito escaparam da batalha, deixando Henrique para retornar a Ruão em triunfo.
A guerra lentamente definhou após essa batalha, e Luís levou a disputada sobre a Normandia até o conselho do Papa Calisto II em Reims no mês de outubro. Henrique enfrentou várias queixas francesas sobre sua aquisição e subsequente administração do condado e, apesar de defendido por Godofredo Brito, Arcebispo de Ruão, seu caso foi vaiado por elementos pró-franceses no conselho. Porém, Calisto se recusou a apoiar Luís e meramente aconselhou os dois reis a procurarem a paz. Amalrico de Monforte chegou a um acordo com Henrique, porém o rei e Guilherme Clito não conseguiram chegar a um acordo mutualmente satisfatório. Em junho de 1120, Henrique e Luís formalmente fizeram a paz em termos vantajosos para o rei inglês: Adelino prestou homenagem ao monarca francês e em troca Luís confirmou seus direitos ao ducado.

### Crise da sucessão

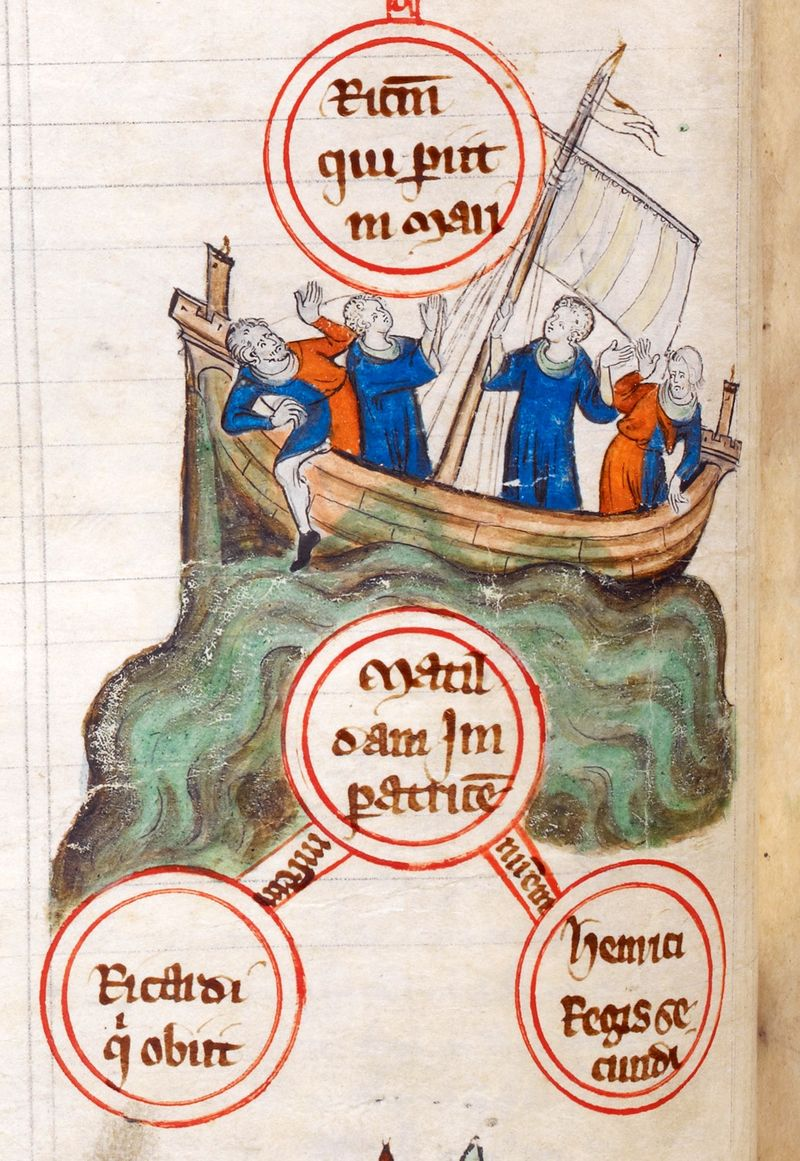
Representação do século XIV do naufrágio do Barco Branco

Seus planos para a sucessão foram jogados no caos em 25 de novembro de 1120 no naufrágio do Barco Branco. Henrique havia deixado o porto de Barfleur pela manhã em direção da Inglaterra, deixando Guilherme Adelino e muitos dos jovens membros da corte para partirem durante a noite em uma embarcação separada, o Barco Branco. Tanto os passageiros quanto a tripulação estavam bêbados e, logo na saída do porto, o navio atingiu uma rocha submersa. O Barco Branco afundou, matando pelo menos trezentas pessoas, com o único sobrevivente sendo um açougueiro de Ruão. A corte inicialmente ficou com medo para relatar a morte de Adelino ao rei. Quando finalmente soube, ele caiu no chão chorando.
O desastre deixou Henrique sem filhos legítimos, com seus vários sobrinhos sendo seus herdeiros masculinos mais próximos. Ele anunciou que tomaria uma nova esposa, Adeliza de Lovaina, abrindo a possibilidade de um novo filho, e os dois se casaram no Castelo de Windsor em janeiro de 1121. O rei aparentemente escolheu Adeliza por ser atraente e oriunda de uma linhagem nobre prestigiada. Ela parece ter gostado de Henrique e o acompanhava em suas viagens, provavelmente para maximizar a chance de conceber um filho. O naufrágio do Barco Branco iniciou um novo conflito em Gales, onde o afogamento de Ricardo de Chester encorajou uma rebelião liderada por Maredudo ap Bleddyn. Henrique interveio no Norte de Gales no verão com um exército e, apesar de ter sido atingido por uma flecha galesa, conseguiu reafirmar o poder real pela região.
Com Guilherme morto, a aliança de Henrique com Anjou – que era baseada no casamento de seu filho com a filha de Fulque – começou a se desintegrar. Fulque voltou de Levante e exigiu que o rei devolvesse Matilde e o dote, além de várias fortificações e propriedades no Maine. Matilde partiu para Anjou, porém Henrique afirmou que o dote na verdade originalmente pertencia a ele antes de ser de Fulque, também recusando a entregar as propriedades de volta para Anjou. Fulque casou sua filha Sibila com Guilherme Clito, lhe garantindo o Maine. Conflitos estouraram mais uma vez quando Amalrico de Monforte aliou-se com Fulque e liderou uma revolta pela fronteira em 1123. Amuri recebeu o auxílio de vários outros barões normandos, liderados por Valerano de Beaumont, um dos filhos de Roberto de Meulan, um dos antigos aliados do rei.
Henrique enviou para a Normandia Roberto, 1º conde de Gloucester, e Ranulfo, o Mesquinho, conde de Chester, e depois interveio pessoalmente no final de 1123. O rei começou um processo de cercar castelos rebeldes antes da passagem do inverno no ducado. Na primavera, a campanha começou. Ranulfo recebeu a informação que os rebeldes estavam voltando para suas bases em Vatteville, permitindo uma emboscada no meio do caminho em Rougemontiers; Valerano atacou as forças reais, porém seus cavaleiros foram abatidos pelos arqueiros de Ranulfo e os rebeldes logo sucumbiram. Valerano foi capturado, porém Amalrico escapou. Henrique varreu o restante da rebelião, cegando alguns dos líderes rebeldes – considerada na época uma forma mais branda de punição do que a execução – e recuperou os castelos restantes. Henrique pagou ao Papa Calisto uma grande quantia em dinheiro em troca do papado anular o casamento de Guilherme Clito com Sibila alegando consanguinidade.

### Planejando a sucessão

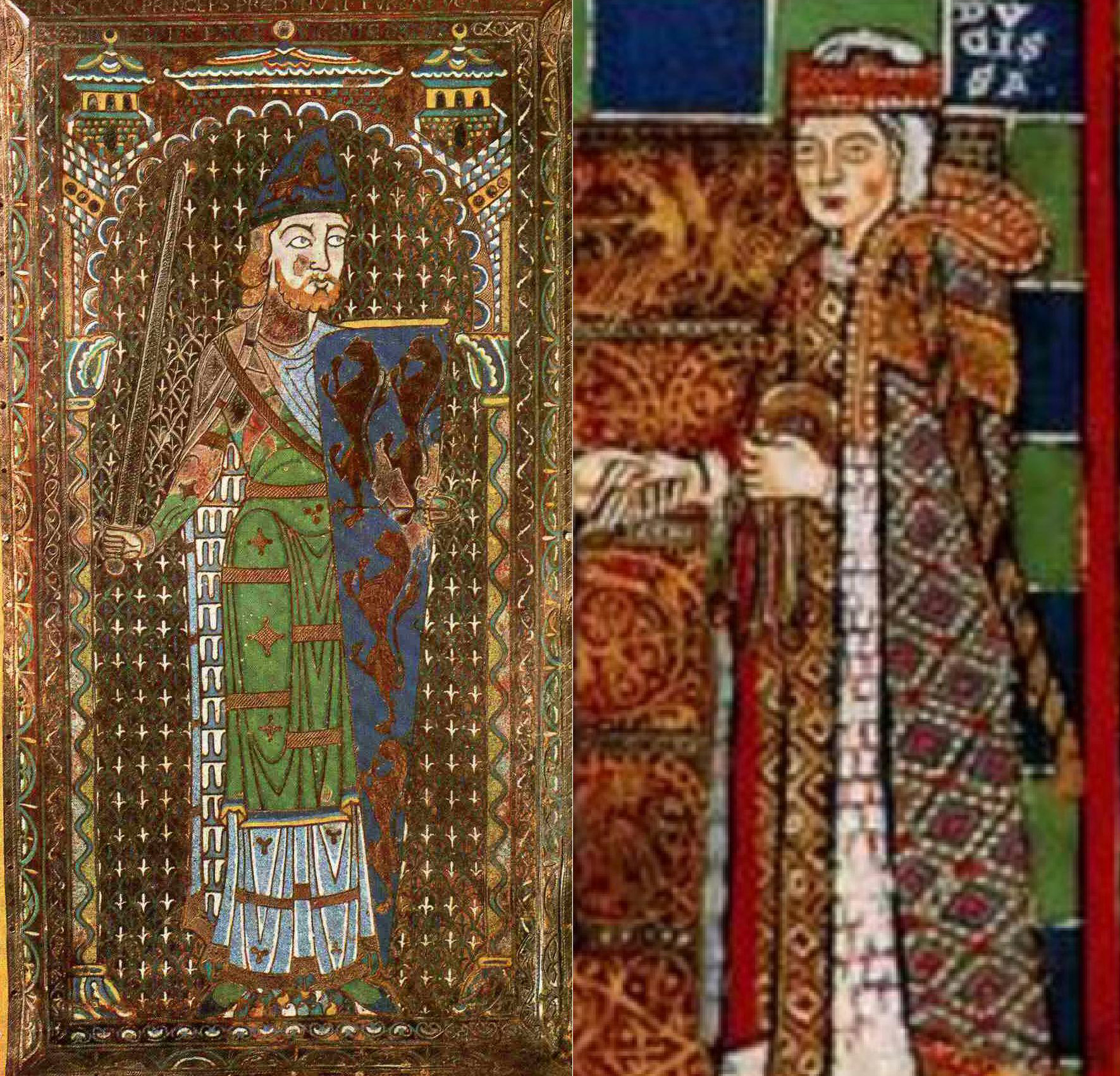
Godofredo de Anjou e Matilde

Henrique e Adeliza não tiveram nenhum filho, gerando lascivas especulações para uma possível explicação, com o futuro da dinastia entrando em perigo. Henrique começou a olhar entre seus sobrinhos por um possível herdeiro. Ele pode ter considerado Estêvão de Blois como uma possível opção e, talvez em preparação para isso, arranjou o beneficial casamento de Estêvão com a rica herdeira Matilde de Bolonha. Teobaldo de Blois, seu grande aliado e irmão de Estêvão, também pode ter sido considerado. Guilherme Clito, a escolha de Luís, permaneceu contra Henrique e dessa forma era inadequado. Henrique também pode ter considerado seu próprio filho ilegítimo, Roberto de Gloucester, como um possível candidato, porém as tradições e costumes ingleses não seriam favoráveis.
Seus planos mudaram quando o marido de Matilde, o imperador Henrique V, morreu em 1125. O rei chamou sua filha de volta para a Inglaterra no ano seguinte e declarou que, se ele morresse sem herdeiros homens, ela seria sua sucessora por direito. Os barões anglo-normandos foram reunidos no natal de 1126 e juraram reconhecer Matilde e quaisquer herdeiros legítimos que ela poderia ter. Colocar uma mulher como potencial herdeira era incomum: a oposição a Matilde existia dentro da corte inglesa e Luís era veementemente contra sua candidatura.
Novos conflitos começaram em 1127 quando Carlos de Flandres, que não tinha herdeiros, foi assassinado, iniciando uma crise da sucessão local. Apoiado por Luís, Guilherme Clito foi escolhido pelos flamencos como o novo governante. Esse desenvolvimento potencialmente ameaçava a Normandia e Henrique começou a financiar a distância uma guerra em Flandres, promovendo as reivindicações dos rivais de Guilherme. Henrique montou um ataque contra a França em 1128 numa tentativa de atrapalhar a aliança francesa com Guilherme, forçando Luís a cortar sua ajuda ao aliado. Guilherme morreu repentinamente em julho, removendo o último grande desafiante ao governo de Henrique e parando a guerra em Flandres. Sem Guilherme, a oposição baronial na Normandia não tinha um líder. Uma nova paz foi feita com a França e o rei finalmente pôde soltar os últimos prisioneiros da revolta de 1123, incluindo Valerano de Meulan, que foi reabilitado na corte real.
Enquanto isso, Henrique refez sua aliança com Fulque de Anjou, desta vez casando Matilde com o filho mais velho de Fulque, Godofredo. Os dois foram prometidos em 1127 e se casaram no ano seguinte. Não se sabe se Henrique pretendia que Godofredo tivesse alguma reivindicação futura a Inglaterra e Normandia, provavelmente mantendo a situação de seu genro deliberadamente incerta. Similarmente, apesar de Matilde ter recebido vários castelos normandos como parte de seu dote, não foi especificado quando o casal tomaria posse deles. Fulque foi para Jerusalém em 1129, declarando que Godofredo era o Conde de Anjou e Maine. O casamento mostrou-se difícil já que o casal não gostava particularmente do outro, com os castelos sendo um ponto de disputas, resultando na volta de Matilde a Normandia mais tarde naquele ano. Henrique parece ter culpado Godofredo pela separação, porém o casal se reconciliou em 1131. Para o grande prazer e alívio do rei, Matilde deu à luz em sequência a dois meninos: Henrique em 1133 e Godofredo em 1134.

## Morte e legado

### Morte

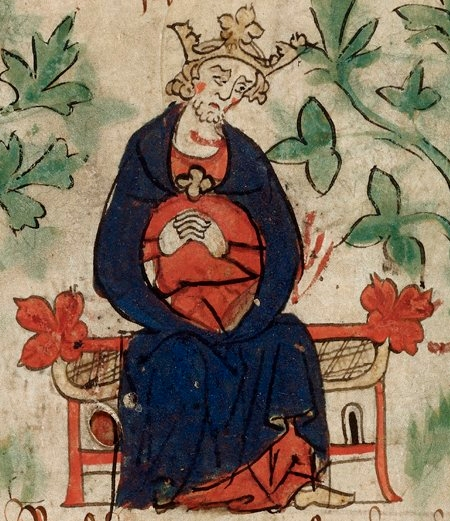
Representação do século XIV de Henrique lamentando a morte do filho

As relações entre Henrique, Matilde e Godofredo pioraram cada vez mais durante os últimos anos do rei. O casal suspeitava que não possuíam apoio genuíno na Inglaterra. Eles pediram em 1135 para que Henrique lhes entregasse os castelos reais na Normandia enquanto ainda estivesse vivo, insistindo que a nobreza normanda jurasse fidelidade a ela, dessa forma dando ao casal uma posição mais forte após a morte de Henrique. Ele ferozmente se recusou, provavelmente preocupado que Godofredo tentaria tomar o poder na Normandia. Uma nova rebelião estourou entre os barões no sul da Normandia, liderada por Guilherme III de Ponthieu, onde Godofredo e Matilde intervieram do lado dos rebeldes.
Henrique fez campanha no outono, fortalecendo a fronteira no sul, então viajou para Lyons-la-Forêt em novembro para poder caçar um pouco, ainda aparentemente em boa saúde. Lá ele adoeceu – de acordo com Henrique de Huntingdon, o rei comeu lampreias em excesso contra os conselhos de seu médico – e sua condição piorou durante a semana. Quando a condição pareceu terminal, Henrique se confessou e chamou o arcebispo Hugo de Amiens, que foi acompanhado por Roberto de Gloucester e outros membros da corte. De acordo com o costume, preparações foram feitas para liquidar as dívidas pendentes de Henrique e para revogar sentenças pendentes de caducidade. O rei morreu em 1 de dezembro de 1135, com seu corpo sendo levado a Ruão acompanhado por barões, onde foi embalsamado; suas vísceras foram enterradas localmente na Abadia de Notre-Dame Port du Salut e o corpo preservado foi levado a Inglaterra onde foi enterrado na Abadia de Reading.
Apesar de seus esforços, a sucessão foi disputada. Quando as notícias de sua morte se espalharam, Godofredo e Matilde estavam em Anjou apoiando os rebeldes em sua campanha contra o exército real, que incluía vários dos apoiadores de Matilde como Roberto de Gloucester. Muitos desses barões haviam jurado permanecer na Normandia até o rei ser enterrado propriamente, o que os impedia voltar para a Inglaterra. A nobreza normanda discutiu declarar Teobaldo de Blois como rei. Porém, Estêvão, irmão mais novo de Teobaldo, rapidamente foi de Bolonha-sobre-o-Mar para a Inglaterra acompanhado de sua criadagem militar. Com a ajuda de seu irmão Henrique de Blois, ele tomou o poder na Inglaterra e foi coroado rei em 22 de dezembro. Matilde não abriu mão de sua reivindicação a Inglaterra e Normandia, levando a um extenso período de guerra civil entre 1139 e 1153 conhecido como a Anarquia.

### Historiografia

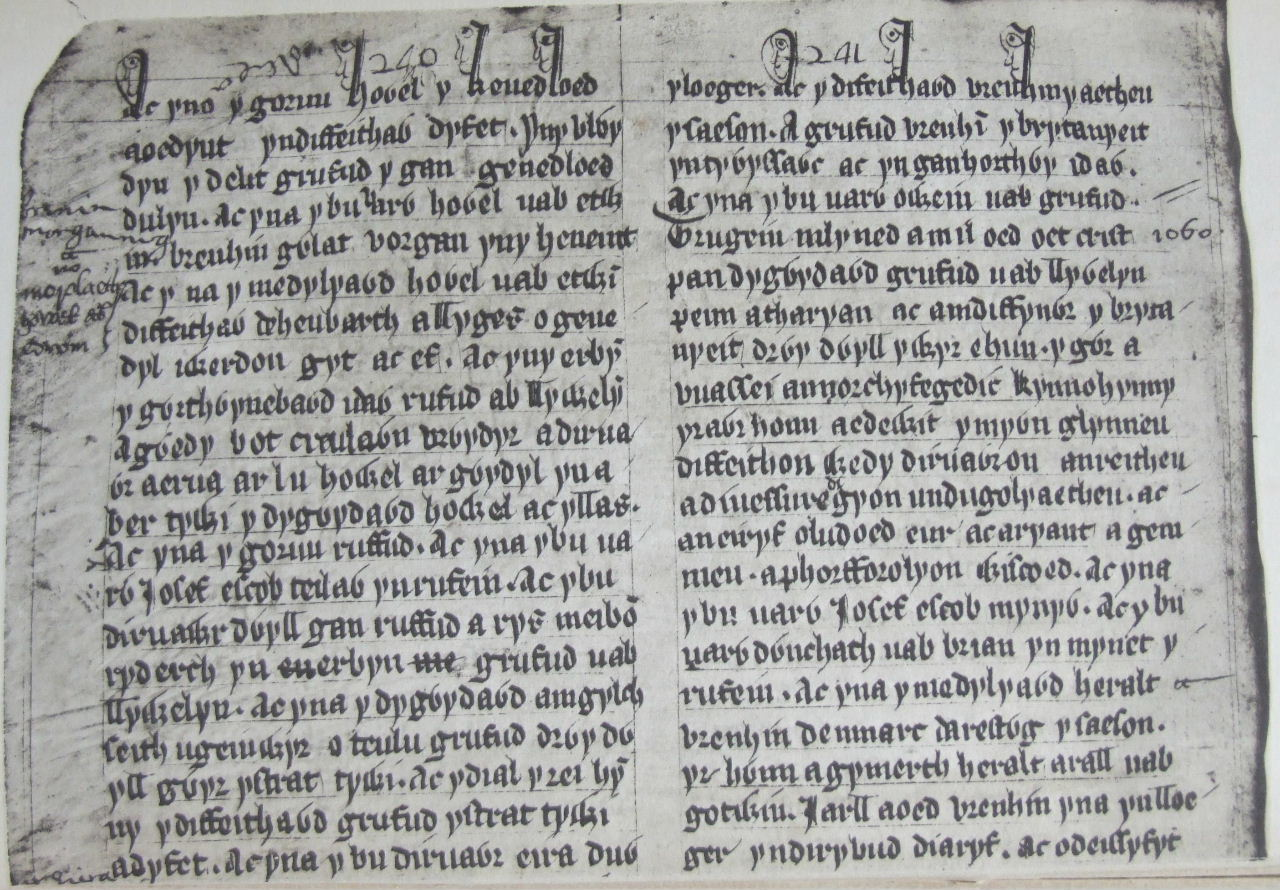
Parte da galesa Brut y Tywysogion, um dos relatos sobre o reinado de Henrique

Historiadores tem se baseado em vários fontes sobre Henrique, incluindo relatos de crônicos e outras evidencias documentais como rolos de papel e a arquitetura de construções da época. Os três cronistas principais que descreveram os eventos da vida de Henrique foram Guilherme de Malmesbury, Orderico Vital e Henrique de Huntingdon, porém cada um incorporava extensos comentários sociais e morais em seus relatos e usavam uma gama de recursos literários e eventos estereotipados de outras obras populares. Outros crônicos incluem Eadmer de Cantuária, Hugo, o Chantre, e o abade Suger de Saint-Denis, além da galesa Brut y Tywysogion. Nem todos os documentos do período sobreviveram, porém existem vários atos reais, cartas régias, decretos e cartas, junto com alguns relatos financeiros. Foi descoberto que alguns foram falsificados, alterados ou adulterados.
Historiadores medievais posteriores usaram os relatos de crônicos seletos sobre a educação de Henrique e lhe deram o título de "Beauclerc", um tema ecoado por análises de historiadores vitorianos e eduardianos como Francis Palgrave e Henry Davis. O historiador Charles David rejeitou esse argumento em 1929, mostrando que as afirmações mais extremas da educação de Henrique eram sem fundamentos. Historiadores modernos começaram com o trabalho de Richard Southern no início da década de 1960, seguido por extensas pesquisas durante o restante do século XX em vários temas e áreas de seu reinado na Inglaterra, além de estudos mais limitados sobre seu governo na Normandia. Apenas duas grandes biografias modernas foram escritas sobre Henrique, uma de C. Warren Hollister em 2001 e uma de Judith Green em 2006.
Interpretações sobre a personalidade de Henrique variaram com o tempo. Os primeiros historiadores como Austin Lane Poole e Richard Southern o consideravam um governante cruel e dracônico. Historiadores mais recentes, como Hollister e Green, viram sua implementação da justiça de forma mais simpática, particularmente quando comparadas com os padrões da época, porém até Green notou que Henrique era "em muitos aspectos altamente desagradável", e Alan Cooper observou que muitos crônicos contemporâneos provavelmente tinham medo do rei para criticá-lo abertamente. Historiadores também debateram a extensão cujas reformas administrativas genuinamente constituíram a introdução do termo "monarquia administrativa", cunhado por Hollister e John Baldwin, ou se sua visão permaneceu fundamentalmente tradicional.

## Descendência

### Legítimos
Henrique e Edite, sua primeira esposa, tiveram pelo menos dois filhos:
- Matilde, nasceu em 1102 e morreu em 1167.[88]
- Guilherme Adelino, nasceu em 1103 e morreu em 1120.[88]
- Ricardo, se realmente existiu morreu jovem.[98]

Henrique e Adeliza, sua segunda esposa, não tiveram filhos.

### Ilegítimos
Henrique teve vários filhos bastardos com várias amantes.
| - Roberto, 1.º Conde de Gloucester, nascido na década de 1090. - Ricardo, filho de Ansfrida, criado por Roberto Bloet, o Bispo de Lincoln. - Reginaldo de Dunstanville, 1º Conde da Cornualha, nascido na década de 1110 ou 1120, possivelmente filho de Sibila Corbet. - Roberto de FitzEdith, filho de Edith Forne. - Gilberto, possivelmente filho de alguma irmã ou filha de Gualtério de Gand. - Guilherme de Tracy, nascido possivelmente na década de 1130. - Henrique, possivelmente filho de Nest ferch Rhys. - Fulque, possivelmente filho de Ansfrida. - Guilherme, irmão de Sibila da Normandia, provavelmente irmão de Reginaldo de Dunstaville. | - Matilde Fitzroy, condessa de Perche, esposa de Rotrou III, conde de Perche. Morreu juntamente com seu meio irmão Guilherme no naufrágio do Barco Branco. - Matilde da Bretanha. - Juliana, esposa de Eustácio de Breteuil, possivelmente filha de Ansfrida. - Mabel, esposa de Guilherme Gouet. - Constância, Viscondessa de Beaumont-sur-Sarthe. - Aline, esposa de Mateus de Montmorency. - Isabel de Pembroke, filha de Isabel de Beaumont. - Sibila da Normandia, Rainha da Escócia, provavelmente nascida antes de 1100. - Matilde, Abadessa de Montvilliers. - Gundrada de Dunstaville. - Possivelmente Rohese, esposa de Henrique de la Pomerai. - Ema, esposa de Guy de Laval. - Adeliza. - A esposa de Fergo de Galloway. - Possivelmente Sibila de Falaise. |